# 川口市立領家小学校
川口市立領家小学校（かわぐちしりつ りょうけしょうがっこう）は、埼玉県川口市領家にある公立小学校。

## 沿革
この節の出典
- 1945年（昭和20年）1月5日 - 川口市第5国民学校分教場として、領家町にある木野高射砲部隊兵舎を改造し設立。この時点の教員数は8名、児童数は323名、学級数は7学級。
- 1947年（昭和22年）4月1日 - 学制改革により、川口市立領家小学校として独立。
- 1951年（昭和26年）3月5日 - 校歌A・B棟落成。この日（3月5日）を開校記念日として制定。
- 1958年（昭和33年）5月7日 - 学区変更により元郷3丁目北町町会の一部児童数260名が、元郷小学校より編入。同日、校舎C棟落成。
- 1963年（昭和38年）4月1日 - 川口市立元郷南小学校開設に伴う学区変更により、元郷3丁目北町町会児童数260名転出。
- 1971年（昭和46年）5月27日 - 鉄筋4階20教室1棟落成。
- 1972年（昭和47年）5月20日 - プール完成。
- 1976年（昭和51年）3月31日 - 鉄筋3階12教室校舎落成。
- 1977年（昭和52年）3月3日 - 校地北側塀と北門が完成。
- 1978年（昭和53年）3月5日- 開校30周年記念式典挙行。
- 1979年（昭和54年）6月20日 - 管理棟並びに体育館及び体育庫完成。
- 1980年（昭和55年）
  - 2月29日 - スプリンクラー設置。
  - 4月1日 - 川口市立東領家小学校開設に伴う学区変更により、1学年から5学年児童590名転出。
- 1981年（昭和56年）
  - 3月13日 - 正門完成。
  - 4月1日 - 学区変更に伴い領家1丁目児童95名が、元郷小学校より転入。
- 1987年（昭和62年）
  - 2月10日 - 校内テレビ放映施設設置。
  - 11月7日 - 開校40周年記念式典挙行。
- 1993年（平成5年）3月10日 - 保健室空調設備設置。
- 1995年（平成7年）
  - 1月22日 - 第1回「トライアングル ふれあい祭り」開催。同日、コンピュータルーム整備完了。
  - 7月20日 - 職員室緊急放送設備設置。
- 1998年（平成10年）3月7日 - 開校50周年記念式典挙行。記念モニュメント確立。
- 1999年（平成11年）9月20日 - コンピュータルーム改修整備工事完了。
- 2003年（平成15年）2月28日 - 校長室と職員室及び事務室へのエアコン設置工事完了。
- 2006年（平成18年）11月25日 - 開校60周年記念式典挙行。
- 2008年（平成20年）9月27日 - コンピュータルームの空調工事完成。

## 教育目標
- よく考える子
- 思いやりのある子
- じょうぶな子
- 進んでする子[2]

## 通学区域
この節の出典
- 東領家5丁目（1番1号〜1番99号）
- 領家1丁目（全域）
- 領家2丁目（全域）
- 領家3丁目（全域）
- 領家4丁目（全域）
- 領家5丁目（全域）

## 進学先中学校
この節の出典
- 川口市立元郷中学校 - 東領家地区から通う児童の主な進学先
- 川口市立領家中学校 - 領家地区から通う児童の主な進学先

## 卒業生
- 小林司 - 実業家、政治活動家

## 学校周辺
- 東京都道・埼玉県道107号東京川口線

以下は全て県道 107号線の東側に位置する。
- 埼玉県警川口警察署領家交番
- 川口市領家公民館
- 川口市立領家第5公園
- 川口市立東領家小学校

## アクセス
- 国際興業バス
  - 「川02」・「川02-2」・「川07」の各系統で、「領家小学校裏」バス停下車後、徒歩（県道107号線沿い移動）。
  - 「川21」・「川21-2」・「川21-3」・「川21-4」の各系統で、「領家小学校西入口」バス停下車後、徒歩（川口市道を移動）。